# Чемальський район
Чема́льський райо́н (рос. Чема́льский райо́н; алт. Чамал аймак) — район Республіки Алтай. Район розташований в північній частині Республіки Алтай в гірсько-степовій зоні. У районі проживають 9,5 тис. осіб в 17 селах, що входять до 7 сільських адміністрацій. Районний центр — село Чемал — засновано в 1885 році і розташовано на правих берегах річок Чемал і Катунь за 103 км на південь від м. Горно-Алтайська.

## Загальна інформація
Чемальський район є «наймолодшим» районом Республіки Алтай. Він був утворений в 1992 році в ході адміністративно-територіальної реформи — в результаті розділення Шебалінського району. Чемальський район розташований в низькогірській лісовій зоні Північного Алтаю в системі малих гірських річок, приток Катуні, охоплює частини хребта Іолго і Семінського хребта.
На межі Чемальського і Шебалінського районів розташоване Ороктойське родовище мармуру. Мармури блакитно-сірі і багатокольорові, рожево-лілові, дрібнозернисті, добре поліруються. Основні види виробництва в районі: лісозаготівля, деревопереробка, бджільництво, м'ясомолочне тваринництво, садівництво, збір лікарсько-технічної сировини і папороті.
Територія району має значну історико-культурну спадщину. Сотнями об'єктів представлені археологічні пам'ятники, переважно в долині Катуні. Це стоянки стародавньої людини, курганні поховання тюркського і скіфського періодів, пам'ятники наскального живопису (петроглифи) тощо. Цікавими пам'ятниками є садиба відомого художника Г. І. Чорос-Гуркіна в селі Анос, а також первісток електроенергетики Алтаю — Чемальська ГЕС.

## Туризм
Як і Маймінський, Чемальський район є одним з найосвоєніших в туристському плані, завдяки своїй доступності, сприятливими кліматичними умовами, унікальному мальовничому ландшафту і культурно-історичним об'єктам. Число туристів, які щорічно відвідують район, перевищує чисельність місцевого населення в десятки разів. Але туристичний потенціал району далеко не вичерпаний. Тут є широкі можливості для розвитку екологічного і етнографічного туризму, масового і лікувально-оздоровчого відпочинку.
Останніми роками в Чемальському районі розвивається мережа автодоріг, прокладений асфальт від Чемалу до Едігану, в 2003 році заасфальтована дорога до села Уожан. У районі активно розвивається спортивний, екскурсійний, професійно-діловий, фестивальний туризм, а також сільський або «зелений» туризм, коли відпочивальники розміщуються в приватних будинках місцевих жителів. На жаль, туризм, як організований, так і «дикий», негативно позначатися на стані довкілля. Останнім часом адміністрація намагається регулювати антропогенне навантаження на деякі природні об'єкти району.
Туристична галузь робить все більший вплив на рівень життя населення. Створюються нові робочі місця в туристичних комплексах, росте потреба в будівельних і транспортних послугах. Жителі багатьох сіл забезпечують санаторії і турбази екологічно чистими продуктами, займаються виготовленням сувенірної продукції, містять коней, яких літом здають в оренду на турбази або безпосередньо в прокат туристам.
У численних туркомплексах і базах відпочинку, розташованих переважно уздовж Катуні, пропонуються різноманітні екскурсії по тематичних маршрутах, автомобільні, піші і кінні тури. Перебіг Катуні на цій ділянці не такий бурхливий як у верхів'ях, хоча є і серйозні пороги різної категорії складності, що дозволяє організовувати сплави з інструкторами для туристів з різним ступенем підготовки, зокрема абсолютних новачків.